# Gama-linolna kiselina
γ-linolna kiselina (gama-linolna kiselina, GLA, gamolenska kiselina) je masna kiselina koja je prvenstveno zastupljena u biljnim uljima. Ona se prodaje kao prehrambeni suplement za tretiranje problema sa inflamacijom i autoimunskim bolestima, mada je njena efikasnost osporavana.

## Hemija
GLA je kategorisana kao n−6 (takođe se naziva ω−6 ili omega-6) masna kiselina, jer je prva dvostruka veza na metil kraju (označenom sa n ili ω) na šestoj vezi. U fiziološkoj literaturi, GLA se označava kao 18:3 (n−6). GLA je karboksilna kiselina sa 18-ugljenika dugim lancom i sa tri cis dvostruke veze. Ona je izomer α-linoleinske kiseline, koja je polinezasićena n−3 (omega-3) masna kiselina.